# عرب‌ینگیجه
عرب‌ینگیجه {{به ترکی آذربایجانی|Ərəbyengicə) نام یک روستا و بخش در جمهوری آذربایجان است که در شهرستان شرور واقع شده‌است. عرب‌ینگیجه ۸۹۴ نفر جمعیت دارد.
عرب‌ینگیجه به معنی «روستای تازهٔ عرب» است.